# Jean-Louis Barbeau de La Bruyère
Pour les articles homonymes, voir Barbeau et La Bruyère.
Jean-Louis Barbeau de la Bruyère, né le 19 juillet 1710 et mort le 20 novembre 1781 à Paris, est un géographe et éditeur français.
Charles-Marie Fevret de Fontette étant mort en 1772 avant d'avoir pu publier sa réédition augmentée de la Bibliothèque historique de la France par Jacques le Long, Barbeau de La Bruyère prend en charge des deux derniers tomes.

## Œuvres publiées
Il a publié :
- une Mappemonde historique, lire en ligne sur Gallica
- des éditions :
  - des Tablettes géographiques, de Nicolas  Lenglet Du Fresnoy, 1763
  - de la Géographie de Louis Antoine Nicolle de Lacroix, 1773, etc.
- pour les deux derniers tomes : Jacques le Long, Fevret de Fontette (revue et corrigée par) et Jean-Louis Barbeau de La Bruyère (achevée par), Bibliothèque historique de la France, vol. 5, Paris, 1778, sur books.google.fr (lire en ligne). Voir l'Avertissement de l'éditeur pp. v-vi.

## Sources
Cet article comprend des extraits du Dictionnaire Bouillet. Il est possible de supprimer cette indication, si le texte reflète le savoir actuel sur ce thème, si les sources sont citées, s'il satisfait aux exigences linguistiques actuelles et s'il ne contient pas de propos qui vont à l'encontre des règles de neutralité de Wikipédia.